# Francesco Ciusa
Francesco Ciusa (Nuoro, 2 luglio 1883 – Cagliari, 26 febbraio 1949) è stato uno scultore italiano.

## Biografia

### Origini e formazione
Figlio di un ebanista, grazie ad un sussidio provvedutogli dal municipio nuorese poté frequentare dal 1899 al 1903 l'Accademia delle Belle Arti a Firenze; qui ebbe per maestri lo xilografo Adolfo De Carolis, lo scultore Domenico Trentacoste e il già affermato maestro dei macchiaioli Giovanni Fattori. Quest'ultimo ne fu uno dei primi estimatori e talvolta lo aiutò anche materialmente, data la sua condizione sacrificata. Secondo alcune letture Ciusa avrebbe stretto legami profondi con la didattica e gli ambienti culturali accademici ed avrebbe attinto non solo al realismo e al simbolismo del Fattori e di altri, ma avrebbe anche assorbito elementi ideali afferenti alle idee anarchiche e socialiste allora in sviluppo, tematiche cui i sardi dell'interno erano naturalmente sensibili. Secondo altri, invece, dal contatto con i cenacoli fiorentini, fra i quali quello di Giovanni Papini, avrebbe tratto occasione di confronto risolvendolo però in delusione ed inappagamento. Cita infatti Remo Branca:
In ogni caso stabilì dell'amicizia con alcuni artisti fra i quali Plinio Nomellini, Galileo Chini, Libero Andreotti e Lorenzo Viani.
Tornò in Sardegna nel 1904, ma si trasferì a Sassari, ove si recò dal poeta Salvator Ruju su raccomandazione di Sebastiano Satta. Ruju lo introdusse nell'ambiente culturale sassarese che lo accolse benevolmente. Strinse amicizia col poeta Giannetto Masala e con Giuseppe Biasi, allora ai suoi primi passi nella pittura, che gli offrì una stanza nel suo studio.
Nell'agosto del 1904, accompagnato dall'entusiastico incoraggiamento di artisti nuoresi e sassaresi, presentò a Nuoro alcune opere, e si trattò probabilmente della sua prima vera e propria esposizione, ancorché tenutasi (come allora usava anche in questa città) nelle vetrine di un esercizio commerciale. Fra le opere spiccava il gesso "L'acquaiola", raffigurante una donna sarda in vesti tradizionali, con un'anfora sul capo fortemente inclinata. Colpì lo sguardo della donna, di gelida fissità, insieme con l'espressione di dura tristezza che lo accomunava ad un altro gesso della stessa esposizione, "Maria Rita".
Nel 1905 rientrò a Nuoro.

### La madre dell'ucciso

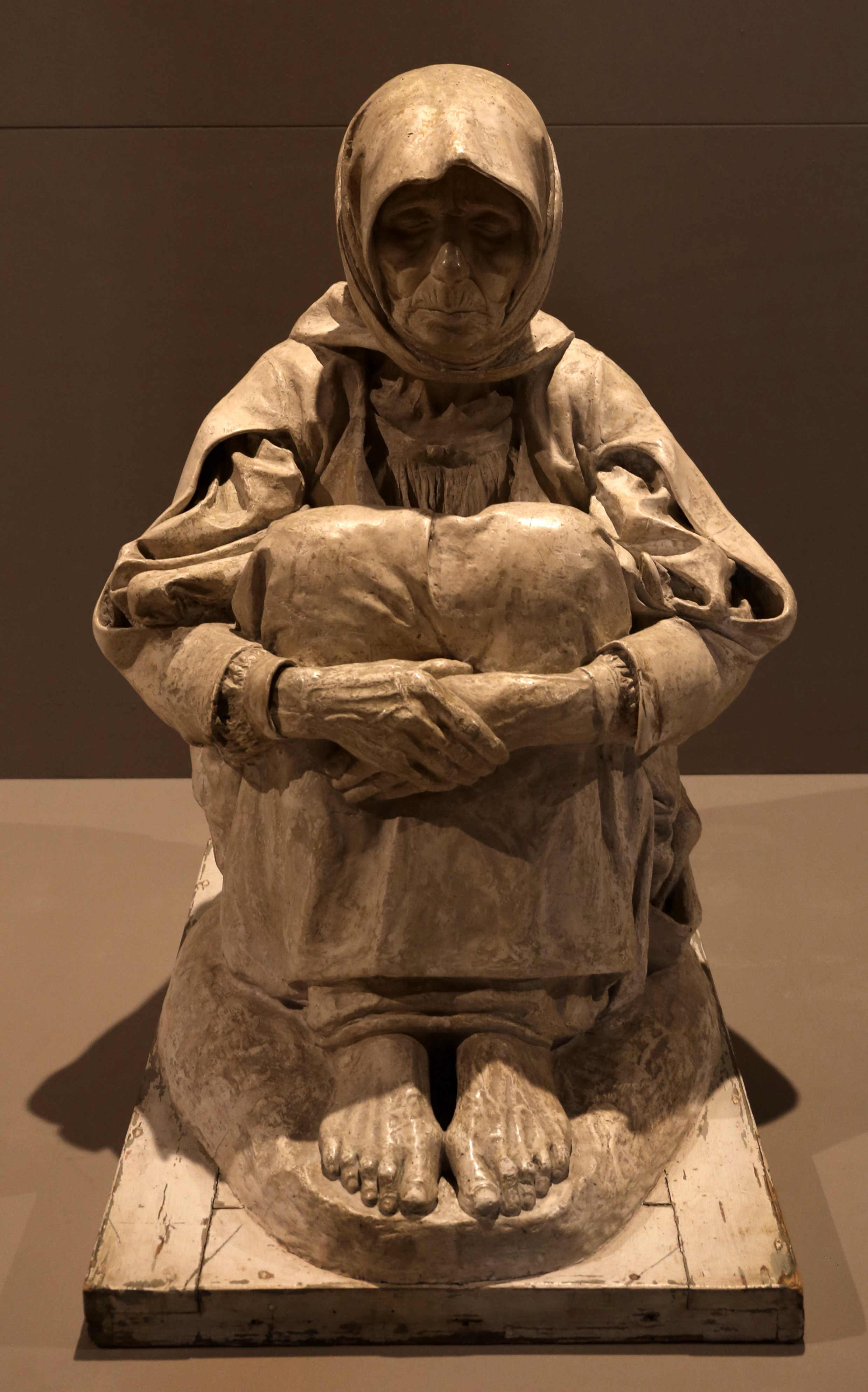
La madre dell'ucciso, gesso alla Galleria civica di Cagliari

Principiatane l'esecuzione nel 1906, nel 1907 espose a Venezia la scultura La madre dell'ucciso. Nonostante sia ancora oggi diffusa la voce secondo cui vinse il primo premio della Biennale di Venezia, è necessario chiarire che nessun premio o riconoscimento scaturì dall'esposizione veneziana. L'originale in gesso della "madre dell'ucciso" è oggi esposto nella Galleria comunale d'arte di Cagliari. Ne esistono cinque copie in bronzo, una delle quali è esposta alla Galleria nazionale d'arte moderna di Roma. Un'altra copia in gesso è esposta al Museo Ciusa di Nuoro e un'altra si trova alla Galleria d'arte moderna Sant'Anna di Palermo.
Una significativa testimonianza diretta è stata raccolta da Remo Branca. Ciusa andò a trovarlo sul finire degli anni Trenta e lo condusse in località Funtana 'e littu, ove gli raccontò di quando vide una madre spuntare dal ciglio di un monte, "urlante, come ombra nera di malaugurio", avvicinarsi al figlio ucciso, "e poi il suo chiuso silenzio accanto al cadavere". Ecco, nel relato di Branca, alcuni commenti di Ciusa:
Quando viaggiavo verso Venezia, per raccogliere l'alloro, ricordo che guardavo le nuvole, fuori dal finestrino, e le vedevo tutte rosa e oro: non so se lo fossero…»
Una cronaca del tempo a firma di Ettore Cozzani, il quale cominciava allora ad interessarsi alla Sardegna ed ai suoi artisti, restò per l'Isola a lungo come una delle più accurate e profonde. Recatosi a Venezia per la premiazione, incontrò l'artista già ammantato di gloria e già consegnato al suo successivo valore simbolico: "Ciusa non era allora un sardo: era la Sardegna". Vale adottare intanto la sua bastantemente oggettiva descrizione:
(Ettore Cozzani)
Il tema, in realtà, poteva suscitare fuori dall'Isola una certa sorpresa che invece sul posto non destava, trattandosi di periodi nei quali la recrudescenza del banditismo e la virulenza delle faide rendevano le uccisioni elemento pressoché consueto della quotidianità. La frequenza delle morti violente aveva condotto ad ispessimenti delle tradizioni formali, come sa ria, la veglia funebre che si suppone la Madre stia celebrando, occultando le emozioni personali nell'inespresso.
Tecnicamente l'Altea segnala un riferimento stilistico ai panneggi di Donatello, ed in particolare alla sua Giuditta per la ricerca dell'effetto di ombra del fazzoletto (muccadore) che copre il capo e sporgendo sulla fronte ed ai lati accentua la drammatizzazione del volto.
La critica se ne occupò con diversi esiti. Ugo Ojetti, osservato il gesso, ne disse sul Corriere della Sera: "così profondamente osservato, reso con tanta coscienza, costruito con tanta scienza" e lo definì "la più importante rivelazione della mostra di scultura".
Il successo ebbe diverse valenze accessorie. L'ambiente culturale isolano pativa da tempo un isolamento che ne causava l'avvizzimento delle espressioni tradizionali e maturava una voglia di riscossa che tardava a tradursi in opere capaci di traversare il mare e di "forare" la chiusura continentale.
Fu dopo Venezia che gli artisti sardi presero fiducia nel loro operare e i decenni successivi videro rafforzarsi localmente una "colonia" artistica di grande effervescenza e sul Continente permisero l'affermazione sempre crescente di molti esponenti, sino al Nobel assegnato alla Deledda.

### Dopo Venezia

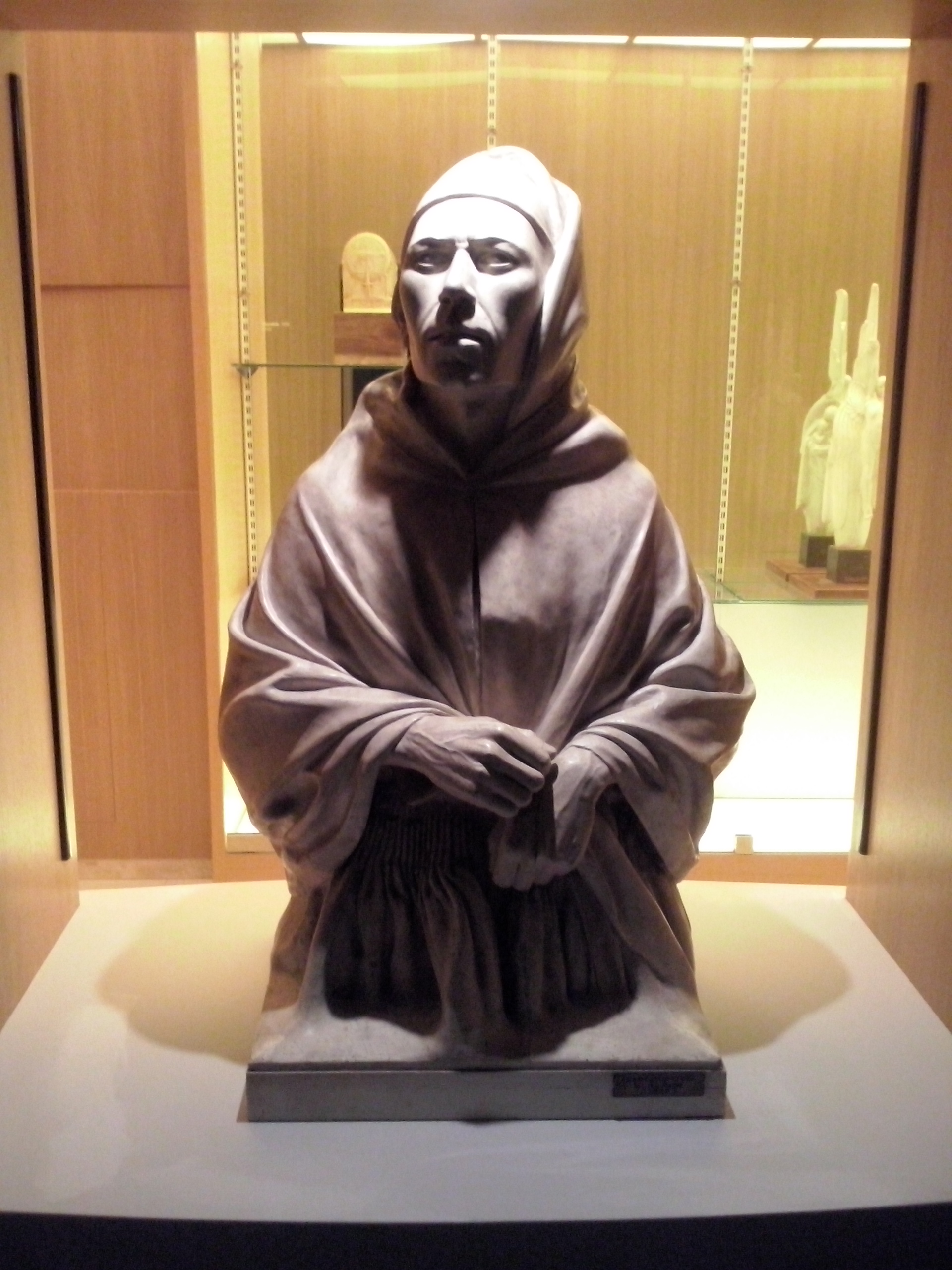
Il nomade, 1908-1909

Nel 1908 si trasferì a Cagliari. Qui realizzò alcune opere in genere ritenute di grande interesse. Sono fra queste Il pane, Il nomade, La filatrice e Il dormiente, che nel 1909 vinse il premio "Città di Firenze". Sono del 1911 i gessi Bontà e Dolorante anima sarda.
Il 4 aprile 1911 fu iniziato in Massoneria nella Loggia Libertà e Lavoro di Oristano, il 20 giugno 1914 divenne Maestro massone.
Fu incaricato della decorazione del Palazzo Civico di Cagliari, e vi si dedicò fra il 1913 ed il 1914 realizzandovi stucchi e pitture. Eseguì nel frattempo anche l'ornamento di una tomba nel cimitero cittadino di Bonaria, e nel 1914 realizzò "Il cainita".
Durante il periodo bellico lavorò come illustratore e realizzò alcune medaglie commemorative, fra le quali una in onore della Brigata Sassari. Nel 1919 costituì le manifatture SPICA, che avrebbero commercializzato opere in ceramica. Fra il 1920 ed il 1922 produsse La campana, Il ritorno e Sacco d'orbace, tre opere in genere considerate di grande rilievo nel suo percorso espressivo. Nel 1923 fu alla Quadriennale di Torino insieme ad una nutrita pattuglia di artisti sardi, che coordinava insieme a Filippo Figari; vi espose La cena dei morti.
Nel 1925 chiuse le manifatture SPICA per accettare la direzione della Scuola d'Arte Applicata di Oristano, nel frattempo si avvicinò al Fascismo ed oltre ad alcuni lavori cemeteriali eseguì anche opere di aperta simpatia al regime. Fra queste il monumento al generale Asclepia Gandolfo ed uno stucco che ne riprendeva un dettaglio della Nike alata, e che chiamò Ali alla Patria. Tuttavia nel 1928 un'altra Nike fu causa di polemica con i politici, avendogli questi richiesto che ne aggiungesse una al Monumento ai caduti di Iglesias (di concezione prefascista), ma l'artista si rifiutò e tolse la firma. Chiusa anche la scuola, aderì alla "Famiglia artistica sarda" che si proponeva di resistere alla lotta contro i regionalismi del governo fascista.
Nel 1931 iniziò la realizzazione del monumento a Sebastiano Satta, che sarebbe stato poi eretto nel 1934 a Nuoro sul colle di Sant'Onofrio.
Nel 1933 gli venne commissionata la lapide di una bambina di Ulassai, Cornelietta Lai, ma per via della mancanza di foto di quest'ultima, il padre Giuseppe decise di far posare per lei la sorella Maria Lai, ora la stessa artista, conosciuta in ambito internazionale è sepolta nella stessa tomba, dove è sempre rimasta ritratta. Nel 1934, oltre ad una serie di medaglie fra le quali una celebrativa delle Camicie Nere della Sardegna, realizzò un busto di Benito Mussolini e tenne una personale a Cagliari.
Nel 1936 iniziò la stesura della sua autobiografia. In seguito la sua produzione calò qualitativamente e quantitativamente, sino a che durante la guerra non fu distrutto il suo studio cagliaritano alla via Alghero. In seguito fu chiamato come docente di disegno presso la facoltà e d'ingegneria dell'Università di Cagliari.
La sua ultima opera di rilievo fu il Fromboliere, realizzato durante un breve soggiorno ad Orgosolo tra il 1939 e il 1940.
Ciusa morì a Cagliari nel 1949: dopo il funerale la sua salma venne trasferita nella sua città natale, all’interno della chiesetta di San Carlo.